# Meu Pé de Laranja Lima
Meu Pé de Laranja Lima (en español; Mi planta de naranja lima) es una novela del escritor brasileño José Mauro de Vasconcelos que fue llevada al cine con el mismo nombre en 1970. De género dramático, es dirigida por Aurélio Teixeira y cuenta con una banda sonora compuesta por Edino Krieger.
La película, al igual que la novela, cuenta la historia de Zezé, un niño mestizo que habita una favela o barrio de gran pobreza en Brasil y que un día, de pronto, descubre el dolor y se hace adulto tempranamente. Se rodó en Vassouras, municipio del estado de Río de Janeiro. 

## Argumento
Cuenta la historia de Zezé, un niño de cinco años, que se muda con su familia a una nueva casa y cada hermano escoge un árbol del jardín, en excepción de Zezé, que no puede hacer otra cosa sino resignarse a recibir la que nadie quiere, una planta de naranja-lima con la que acaba encariñándose, porque en su intensa imaginación es la única planta del mundo que puede hablar.
A partir de allí se relatan una serie de errores y travesuras en que el niño incurre, no por maldad, sino justamente por su gran inocencia. En muchas ocasiones, sin embargo, sus acciones son interpretadas de la peor manera por sus parientes, especialmente por el padre, quien continuamente le propina grandes palizas ante las menores faltas. El padre reacciona casi impulsado por la cólera que le provoca el estar sin empleo y sentirse un inútil. A la dureza de su vida llena de maltratos, Zezé opone una activa fantasía: su planta de naranja-lima se convierte en su confidente, su mejor amigo y compañero de juegos.
Gracias a su imaginación, Minguito o Xururuca, los nombres que cariñosamente Zezé le otorga a la planta, se convierte en el medio de escape de su dura realidad.
Un giro importante en la vida de Zezé es su encuentro con el dueño del mejor coche de la ciudad, el Portuga. De él se hará muy amigo, y el Portuga se verá profundamente enternecido por la forma de ser de este niño. Su amistad crecerá día a día, tronándose en cariño, en amor verdadero, en amor de un padre a un hijo. Incluso después de una terrible golpiza, el Portuga conversa con Zezé acerca de la posibilidad de adoptarlo, lo que genera en este toda una corriente de ilusiones.
Llega el momento en que la familia de Zezé piensa en cortar su planta de naranja-lima, que cada vez es más grande de tamaño, pero más pequeña en su corazón, pues crece en él cada vez más el amor por Portuga. Al día siguiente, en clases, Zezé se entera de que el tren de la ciudad, acaba de arrollar a Portuga y es la razón por el que este había muerto.
A raíz de esto enferma casi de muerte por un período de tres semanas, después de las cuales se recupera para vivir lleno de alegría la nueva situación económica de su casa: su padre ha sido empleado en una nueva empresa de la ciudad con un buen cargo, por lo que el tiempo de pobreza parece haber llegado a su fin.
La obra acaba con una carta de Zezé a Manuel Valladares, confesándole todos los sentimientos que ha tenido a lo largo de su vida y cómo tuvo que crecer precozmente.

## Elenco
- Júlio César Cruz .... José Mauro Vasconcelos "Zezé"
- Aurélio Teixeira .... Manuel Valadares "Portuga"
- Leilany Chediak.... Jandira
- Henrique José Leal .... Serginho
- Elisa Fernandes .... Lili
- Julio Hofacker... el tío Edmundo
- Janet Chermont...Glória
- Catulo de Paiva...Ariovaldo
- Rubens Abreu...Paulo
- Maria Gladys .... la profesora Cecília
- Vitório Veríssimo ... Luís
- Jorge Luiz Trannin ... Totoca
- Maria Helena Lott ... Estefânia
- Iva West ... Dindinha